# William F. Nolan
Willam Francis Nolan, bekend als William F. Nolan of Bill Nolan (Kansas City, 6 maart 1928 – Vancouver (Washington), 15 juli 2021) was een Amerikaans schrijver. Hij is vooral (in de Verenigde Staten) bekend vanwege talloze verhalen in het genre sciencefiction, horror en misdaad.

## Carrière
Nolan groeide op in een Iers katholiek milieu in Kansas City in de staat Missouri. Hij genoot een korte opleiding aan het Kansas City Art Institute en werkte voor onder meer Hallmark Cards. Hij was bevriend met Charles Beaumont, die hem aanraadde het schrijversvak in te gaan.
Hij kwam in de jaren vijftig in contact met de schrijverswereld en werd in 1956 professioneel schrijver. Hij werkte bijvoorbeeld mee aan de The Ray Bradbury Review, een fanblad voor sciencefictionliefhebbers. Door dat blad raakte hij bevriend met schrijvers als Ray Bradbury, Robert Bloch, Richard Matheson en Ray Russell. Nolans bekendste werk zou Logan’s Run worden, dat hij samen schreef met George Clayton Jonson (Nederlandse titel De weglopers). Dit boek werd in 1976 verfilmd onder dezelfde titel. Van hem verschenen honderden verhalen die onder meer gepubliceerd werden in Sports Illustrated en de concurrerende mannenbladen Rogue en Playboy. Ook was hij betrokken bij de filmwereld als leverancier van scenario’s, met name bij films van Dan Curtis, zoals Burnt Offerings met Karen Black en Bette Davis.
Zijn werken leverden hem een aantal prijzen op. Hij won tweemaal de Edgar Allan Poe Award, werd benoemd tot Living legend in dark fantasy door de International Horror Guild en soortgelijke prijzen. De Horror Writers Association kende hem in 2009 een Lifetime Achievement Award toe bij de Bram Stoker Awards. Hij won vier jaar later nog een Bram Stoker Award voor zijn non-fictieboek over Ray Bradbury, getiteld Nolan on Bradbury: Sixty Years of Writing about the Master of Science Fiction.
Er verschenen van hem losse publicaties, biografieën (zoals over Ray Bradbury en Max Brand), boeken met seriekarakters (Logan Series, Black Mask Series, Sam Space Series, Challis Series en Kincaid Series), maar ook verhalen over de autoracerij. In het Nederlandstalige gebied zijn twee boeken van hem bekend, het eerder genoemde De weglopers en een verhalenbundel getiteld Impact 18.

## Biografie

### Series
Logan
- 1967 - Logan's Run
- 1977 - Logan's World
- 1980 - Logan's Search
- 2001 - Logan's Return (novelle)

The Black Mask
- 1994 - The Black Mask Murders
- 1996 - The Marble Orchard
- 1998 - Sharks Never Sleep

Sam Space
- 1971 - Space for Hire
- 1985 - Look Out for Space
- 1992 - 3 For Space (verhalenbundel)
- 2004 - Far Out (verhalenbundel)
- 2008 - Seven for Space (verhalenbundel)

Challis
- 1968 - Death Is For Losers
- 1969 - The White Cad Cross-Up
- 1992 - Helle on Wheels (novelle)
- 2020 - The Brothers Challis (verhalenbundel)

Kincaid
- 1987 - Pirate's Moon (novelle)
- 1991 - Broxa (novelle)
- 1998 - The Winchester Horror (novelle)
- 2005 - Demon! (novelle, herdruk van Broxa)
- 2011 - Kincaid: A Paranormal Casebook (verhalenbundel)

### Verhalenbundels
- 1963 - Impact-20
- 1974 - Alien Horizons
- 1977 - Wonderworlds
- 2000 - Down the Long Nigh
- 2003 - Ships in the Night: And Other Stories
- 2005 - Wild Galaxy: Selected Science Fiction Stories
- 2014 - Like a Dead Man Walking and Other Shadow Tales

### Horror
- 1984 - Things Beyond Midnight (verhalenbundel)
- 1991 - Blood Sky  (korte verhalenbundel)
- 1991 - Helltracks
- 1995 - Night Shapes (verhalenbundel)
- 2001 - William F. Nolan's Dark Universe (carrière-overzicht)
- 2004 - Nightworlds (verhalenbundel)

- Biblioteca Nacional de España: XX1009622
- Bibliothèque nationale de France: cb11917826n (data)
- CiNii: DA0265348X
- Gemeinsame Normdatei: 11894939X
- International Standard Name Identifier: 0000 0000 8175 4381
- Library of Congress Control Number: n50005330
- MusicBrainz: 0e4a3fb0-e3ec-4ca0-af2f-f5ae5c658f61
- Bibliotheek van het Japanse parlement: 00451413
- Nationale Bibliotheek van Tsjechië: xx0030476
- Nationale Bibliotheek van Israël: 987007432156605171
- Nederlandse Thesaurus van Auteursnamen: 069676771
- SNAC: w6765h5d
- Système universitaire de documentation: 027049434
- Trove: 1234737
- Virtual International Authority File: 109872027
- WorldCat: E39PBJfmrgmg7xYTjqyRQVFBT3